# مطار دوبا
مطار دوبا هو مطار للاستخدام العام يقع بالقرب من دوبا، في إقليم لوقون الشرقي في تشاد.

## روابط خارجية
- سجل مطار دوبا في Landings.com